# Beaumont-Hamel
Beaumont-Hamel é uma comuna francesa na região administrativa de Altos da França, no departamento de Somme. Estende-se por uma área de 8,31 km². Em 2010 a comuna tinha 211 habitantes (densidade: 25,4 hab./km²).